# Batismo de Clóvis
O batismo de Clóvis é o sacramento que simboliza a conversão do rei franco Clóvis I à religião católica. A cerimónia teria sido celebrada por São Remígio na noite de Natal, 25 de dezembro, no batistério da igreja que se situava no local da Catedral de Reims segundo uma tradição quase unânime. Ocorre numa data incerta que é debatida pelos historiadores. A historiografia, baseada na História dos Francos de Gregório de Tours, há muito fixa esta data no Natal de 496, após a batalha de Tolbiac, mas preferiria situar-se em 498 ou 499 de acordo com a maioria dos historiadores, mesmo que alguns se inclinem para uma conversão posterior, em 505 ou mesmo 508.
Este batismo foi explorado por fontes hagiográficas ou historiográficas (historiografia monárquica, católica, republicana), que a posteriori o tornaram um dos acontecimentos mais importantes da história da França, mais particularmente da monarquia ou da nação francesa, como parte da história da França, como parte do processo de escrita de um romance nacional da França antiga e cristã. É em memória deste batismo que os futuros reis da França ostentaram o título de "filha mais velha da Igreja" a partir de Carlos VIII. A própria França foi descrita pela Igreja, nomeadamente pelo Papa João Paulo II, como uma nação "filha mais velha da Igreja".

## Comemorações

### Décimo quarto centenário
A França, sob a presidência de Félix Faure, celebrou com grande pompa em Reims em 1896 o décimo quarto centenário do batismo de Clóvis. Esta comemoração constitui o apogeu do mito fundador da nação francesa.

### Décimo quinto centenário do batismo de Clóvis

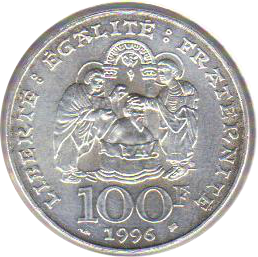
Moeda comemorativa de 100 francos emitida em 1996.

A diocese de Reims conta com mais de 90 paróquias dedicadas a São Remígio. Em 1996, sob a presidência do senador Albert Vecten, foi realizada uma comemoração do 15.º centenário do batismo de Clóvis, com a organização de diversos eventos. Entre eles, foram definidos e propostos ao público, de 15 de junho de 1996 a 31 de outubro do mesmo ano, sete circuitos conectando essas paróquias.
Foi na mesma ocasião que o Papa João Paulo II celebrou uma missa no dia 22 de setembro na base aérea 112. Esta comemoração suscita forte oposição de círculos anticlericais e de certos grupos de leigos que denunciam uma recuperação de Clóvis como instrumento de propaganda vaticana e veem nesta celebração uma vingança clerical e fundamentalista contra o bicentenário republicano da Revolução. A polémica, chamada “o caso Clóvis" em muitos meios de comunicação (de acordo com o nome do panfleto publicado em setembro de 1996 por Pierre Bergé), assume ainda mais importância porque o Papa veio à França em 21 de setembro, mesmo dia da proclamação da Primeira República.
Em 1996, os Correios franceses também imprimiram um selo de 3 francos ilustrado com a cena do Batismo de Clóvis, conforme retratada nas Grandes Crónicas de França (Castres, Biblioteca Municipal, fólio 11, século XIV), acompanhado da menção "Clóvis" e do texto "Da Gália à França 496-1996".